# فوکر اس. ۳
فوکر اس.۳ (به انگلیسی: Fokker S.III) یک هواپیمای ساختِ فوکر است.